# Forward looking infrared
Forward looking infrared afgekort FLIR is een warmtebeeldcamera die naar voren gericht is op een voertuig of vliegtuig. Het is een visuele technologie, die in de Verenigde Staten ontwikkeld is om warmtebronnen zoals vuur, of levende wezens te detecteren in het donker, of bij slecht zicht.
FLIR is ontwikkeld voor het Amerikaanse leger. Het is gebaseerd op de detectie van infraroodstralen.
Naast FLIR zijn er ook SLIR (Sideways Looking Infrared, zijdelings gericht) en DLIR (Downward Looking Infrared, naar onder gericht).

## Toepassingen
- Detectie van veranderingen in vulkaanactiviteit
- Opmerken van oorlogsdoelwitten
- Koersbepaling van vliegtuigen en bommen bij slechte visuele omstandigheden
- Waarschuwing van voertuigbestuurders bij plots overstekend wild
- Lokaliseren van levende wezens bij rampen
- Detectie van lekken in elektrische installaties